# انای پاتی
انای پاتی (به انگلیسی: Anai patti) یک منطقهٔ مسکونی در هند است که در تامیل نادو واقع شده‌است.

## خصوصیات
انای پاتی ۸٬۰۱۶ نفر جمعیت دارد و ۳۹۱ متر بالاتر از سطح دریا واقع شده‌است.